# Fritillaire
Fritillaria
Genre
Classification phylogénétique
Les fritillaires (genre Fritillaria, prononcées [fritilère] et [fritiLaria] -et non pas [friti-yère]-, du latin fritillus, "cornet à dés"), couramment appelées goganes dans l'ouest de la France, sont des plantes herbacées vivaces appartenant à la famille des Liliaceae sensu stricto. Le genre comprend quelque 120 espèces d'Europe, d'Asie et de l'Ouest américain. On rencontre beaucoup d'espèces endémiques, notamment en Grèce, dans les Balkans et en Asie Mineure.
La plupart des espèces poussent dans les rocailles, les pentes rocheuses, les prairies sèches et les broussailles. Quelques espèces, notamment Fritillaria meleagris, Fritillaria japonica et Fritillaria camschatcensis, poussent en sol frais à franchement humide.
Fritillaria meleagris, la fritillaire pintade, a une répartition comprenant pratiquement toute l'Europe tempérée. Une autre espèce remarquable, Fritillaria imperialis, la fritillaire impériale, une espèce d'origine asiatique - de la Turquie au Cachemire - est cultivée depuis près de 400 ans. Elle est naturalisée çà et là. Les qualités ornementales de ces deux espèces en font des plantes de jardin très appréciées, les bulbes sont faciles à trouver dans le commerce.
Cinq espèces sont indigènes en France :
- Fritillaria meleagris L., la fritillaire pintade : largement répandue, sauf dans la région méditerranéenne ; en régression par suite de la destruction de ses habitats, elle a disparu de Haute-Normandie. Des arrêtés de protection ont été pris dans certains départements[3].
- Fritillaria nigra Mill., (Syn. F. pyrenaica L.), la fritillaire des Pyrénées : Cévennes et Pyrénées
- Fritillaria tubiformis Gren. & Godron (Syn. F. delphinensis Gren.), la fritillaire du Dauphiné : Dauphiné et Alpes méridionales
- Fritillaria involucrata All., la fritillaire à involucre : Alpes méridionales
- Fritillaria orientalis Adams (Syn. F. montana Hoppe, F. tenella M. Bieb.), la fritillaire de Caussols : Sud des Alpes.

## Description
Les fritillaires sont géophytes à bulbe écailleux. Les bulbes de beaucoup d'entre elles ne comportent que deux grosses écailles.
Les fleurs, souvent isolées ou en petit nombre, sont placées au sommet d'une tige de taille variable. Fait entre autres exception la fritillaire de Perse, Fritillaria persica, qui porte une grappe comptant jusqu'à 30 fleurs au sommet d'une tige qui peut atteindre 1,2 m de hauteur.
Les fleurs généralement campanulées et pendantes, parfois plus ou moins dressées et en étoile, ont 6 tépales semblables, 6 étamines et un ovaire supère se terminant par un style caduc divisé ou non en 3 stigmates. Les tépales, souvent bicolores ou à motif en damier, possèdent à leur base un nectaire, qui répand une odeur plus ou moins agréable. Les fleurs sont pollinisées par les abeilles, les guêpes et les mouches, voire, pour certaines espèces américaines, par les colibris.
Le fruit, une capsule à 3 loges, comporte 6 rangées d'ovules qui évoluent vers des graines aplaties de couleur brune.
Les feuilles, qui sont disposées le long de la tige, sont opposées ou alternes, parfois verticillées (Fritillaria involucrata et Fritillaria imperialis), et sont de forme variable : étroites, lancéolées ou obovales, voire spatulées.

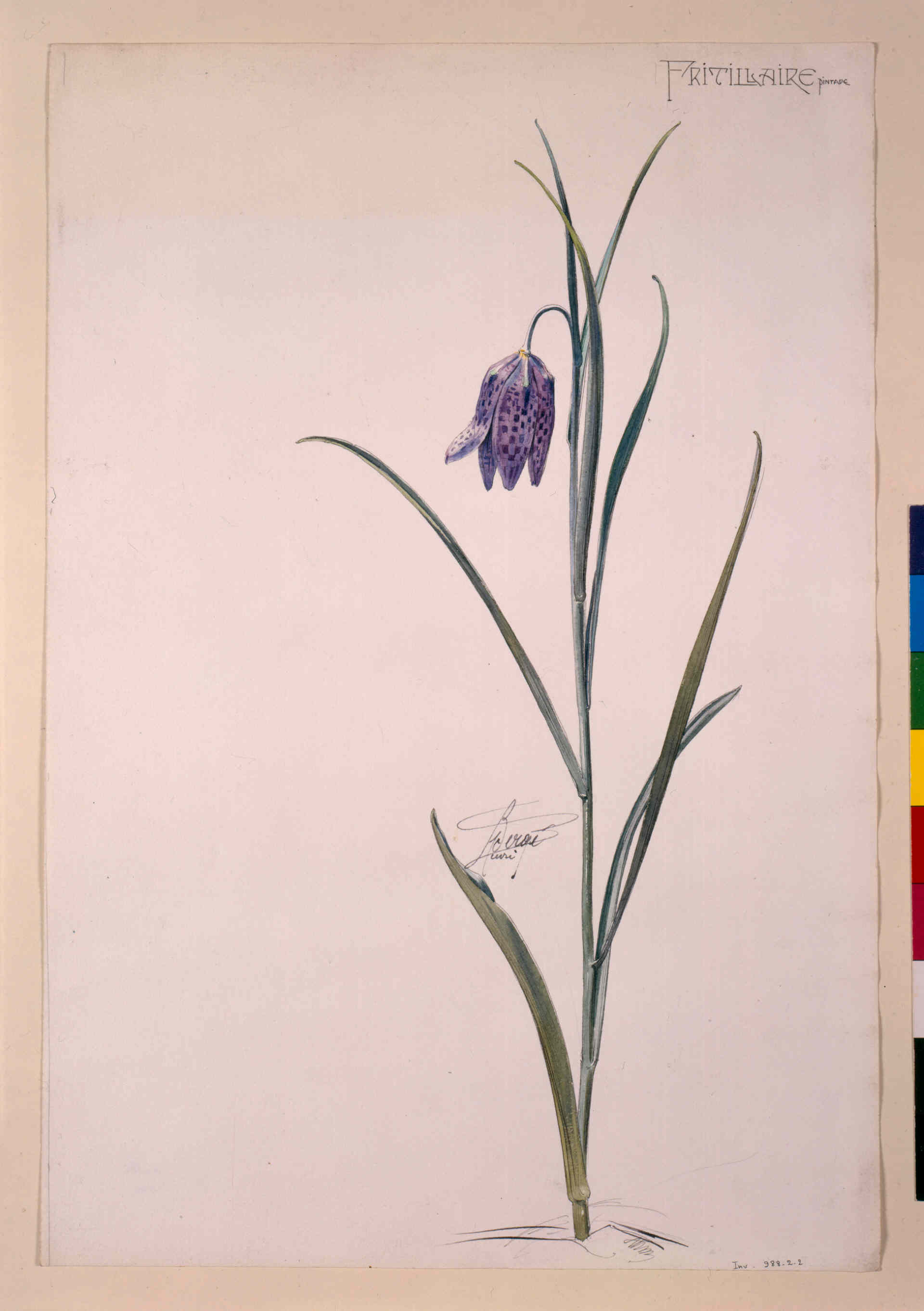
Etude d'une fritillaire pintade, début du XXe siècle, Henri Bergé, musée de l'Ecole de Nancy.

## Classification
De nombreuses espèces ont une coloration variable des tépales et une disposition variable des feuilles selon le biotope où elles poussent, ce qui ne facilite pas leur nomenclature. Beaucoup d'espèces ont ainsi été décrites sous différents noms et le nombre des espèces varie d'après les auteurs, certains taxons étant considérés par les uns comme des espèces à part entière et par d'autres comme des sous-espèces ou de simples variétés.
Certaines espèces asiatiques, notamment Fritillaria stenanthera, Fritillaria gibbosa et Fritillaria sewerzowii, ont été jadis placées dans les genres séparés Rhinopetalum  Fish. ex D.Don et Korolkovia Regel. Ces genres sont actuellement considérés obsolètes par la plupart des auteurs.
L'analyse de l'ADN des espèces américaines montre qu'elles sont proches à la fois du genre Lilium et des espèces de l'ancien monde. Divers auteurs proposent dès lors de les placer dans un genre séparé, le genre Amblirion Raf.

### Principales espèces

#### Flore européenne

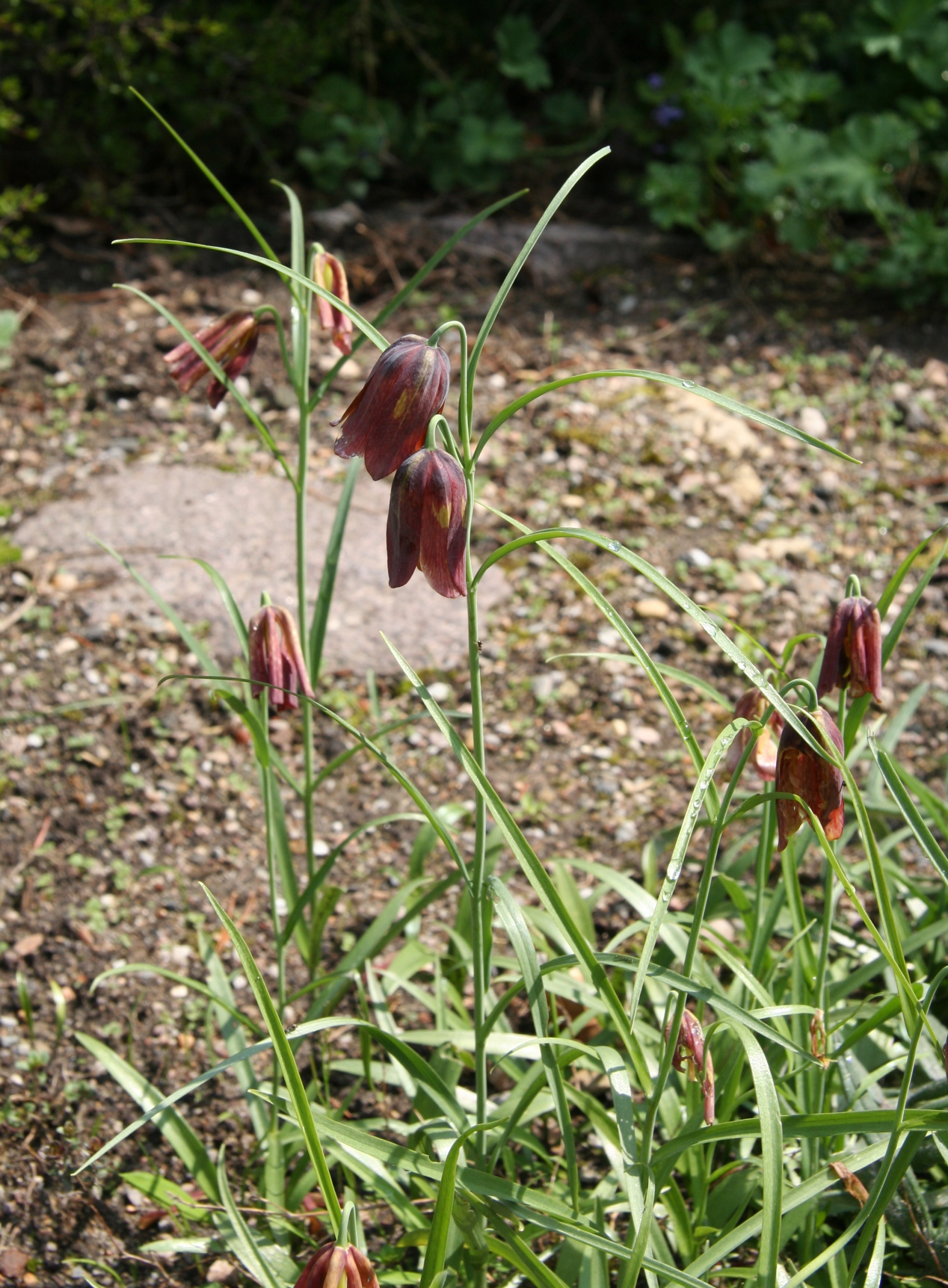
Fritillaria messanensis

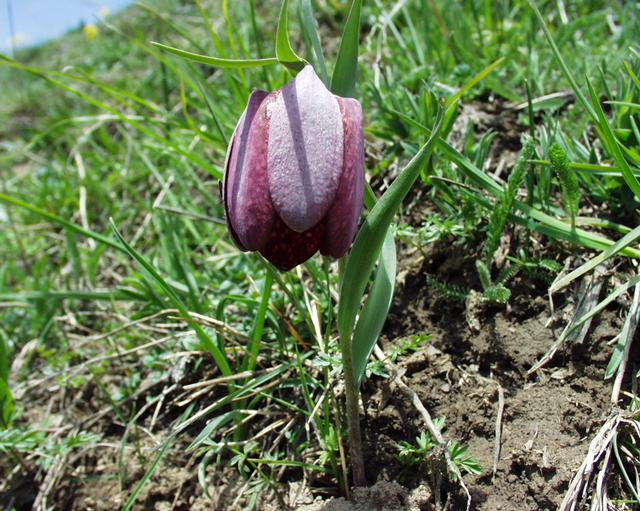
Fritillaria tubiformis

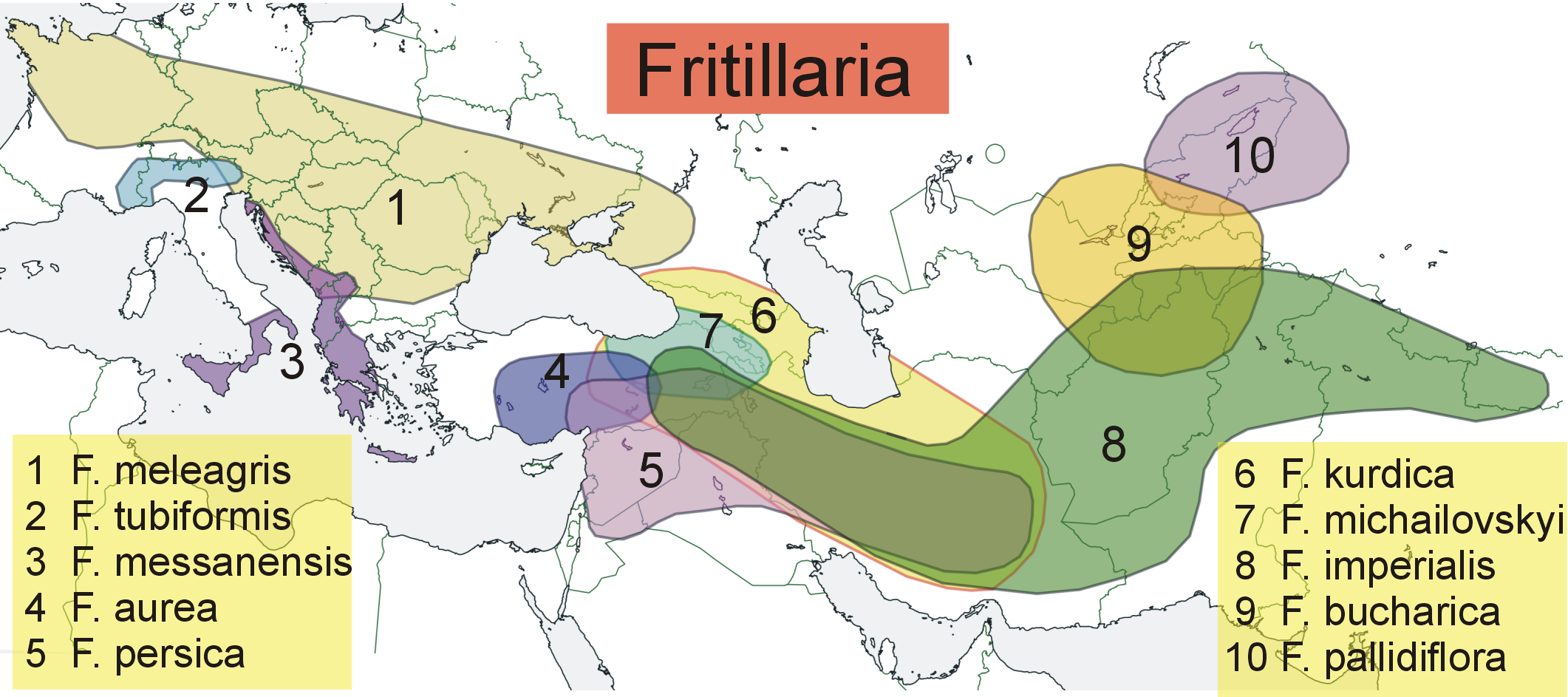
Carte de répartition des dix espèces de Fritillaria en Europe et en Asie occidentale et centrale. (Tentative de représentation selon les pages de Wikipédia respectives (en, de, fr, ru) spécifié plage naturelle)

- Fritillaria conica Boiss. - Sud de la Grèce
- Fritillaria davisii Turill - Sud de la Grèce
- Fritillaria drenovskii Degen & Stoyanoff - Balkans
- Fritillaria ehrhartii Boiss. & Orph. - Grèce
- Fritillaria epirotica Turill & Rix - Grèce
- Fritillaria euboeica Rix - Grèce
- Fritillaria graeca Boiss. & Spruner - Balkans
- Fritillaria gussichiae (Degen & Dörfler) Rix - Nord de la Grèce
- Fritillaria involucrata All., Fritillaire à involucre - Sud-ouest des Alpes
- Fritillaria lusitanica Wikstrom - Péninsule ibérique
- Fritillaria macedonica Bornm. - Balkans
- Fritillaria meleagris L., Fritillaire pintade - Europe, surtout centrale
- Fritillaria meleagroides Patrin ex Schult. f. - Bulgarie
- Fritillaria messanensis - Balkans et Afrique du Nord (var. atlantica Maire)
- Fritillaria mutabilis Kamari - Grèce
- Fritillaria nigra Mill., Fritillaire des Pyrénées - Cévennes et Pyrénées
- Fritillaria obliqua Vedensky - Grèce
- Fritillaria orientalis Adams, Fritillaire de Caussols - de la France à la Grèce
- Fritillaria pelinaea Kamari - Grèce
- Fritillaria pontica Wahl. - Balkans et Turquie
- Fritillaria rhodocanakis Orph. ex Baker - Grèce
- Fritillaria ruthenica Wikstrom, Fritillaire russe - Balkans et sud de la Russie
- Fritillaria skorpilii Velen. - Bulgarie
- Fritillaria spetsiotica Kamari - Grèce
- Fritillaria stribrnyi Velen. - Balkans et Turquie
- Fritillaria tubiformis Gren. & Gordon, Fritillaire du Dauphiné - Alpes françaises
- Fritillaria tuntasia Heldr. ex Halacszy - Grèce

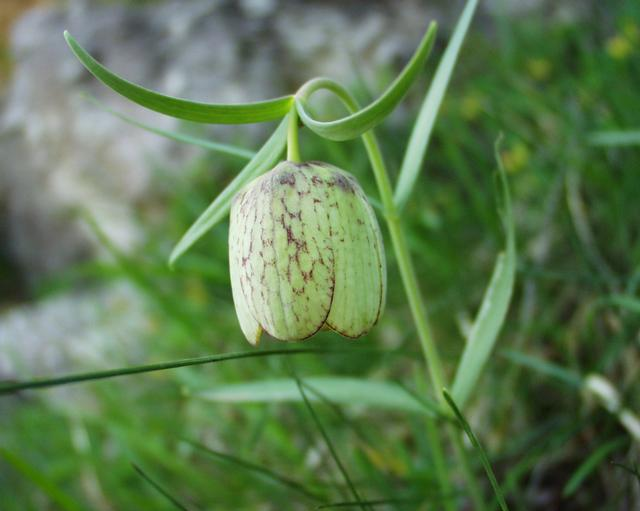
Fritillaria involucrata
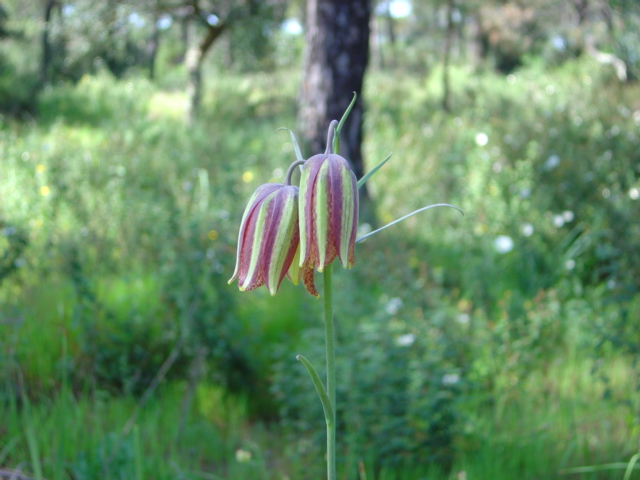
Fritillaria lusitanica
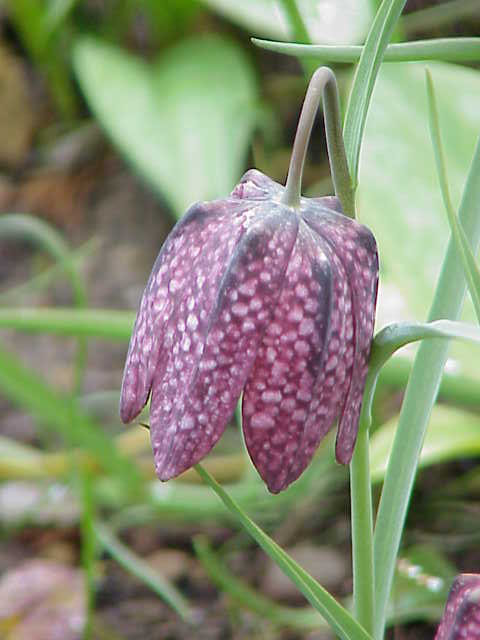
Fritillaria meleagris
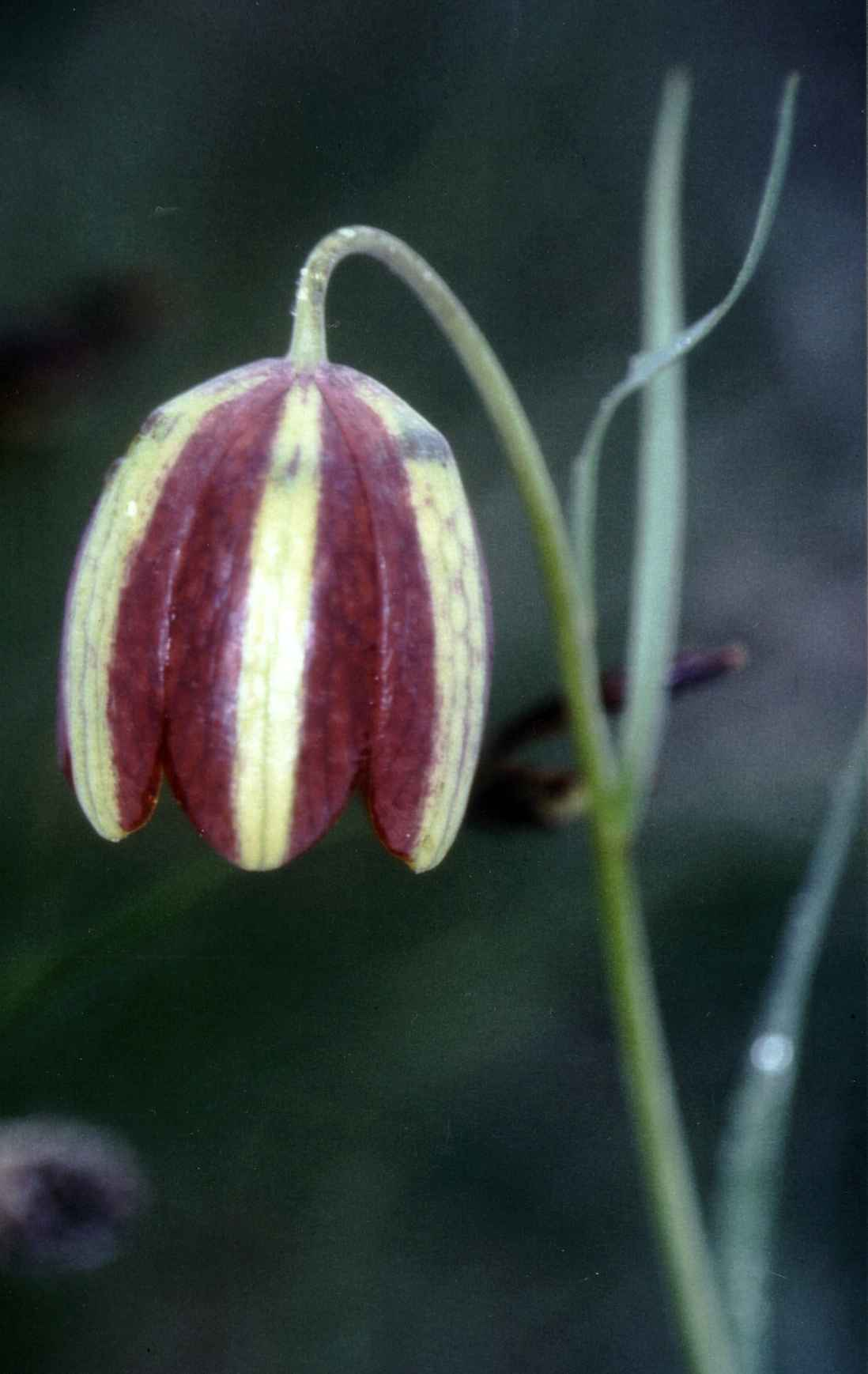
Fritillaria messanensis
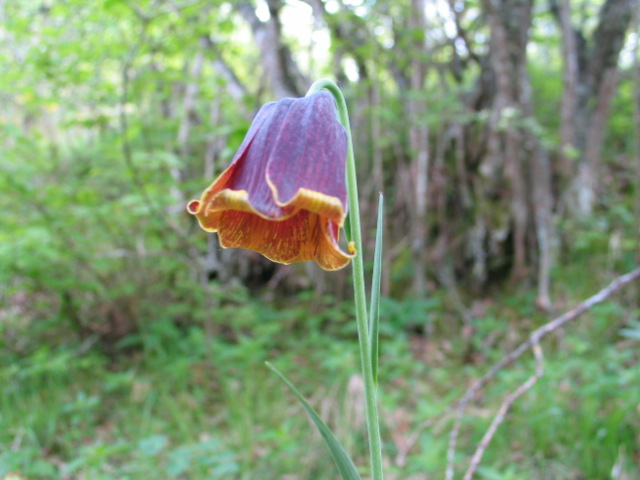
Fritillaria nigra
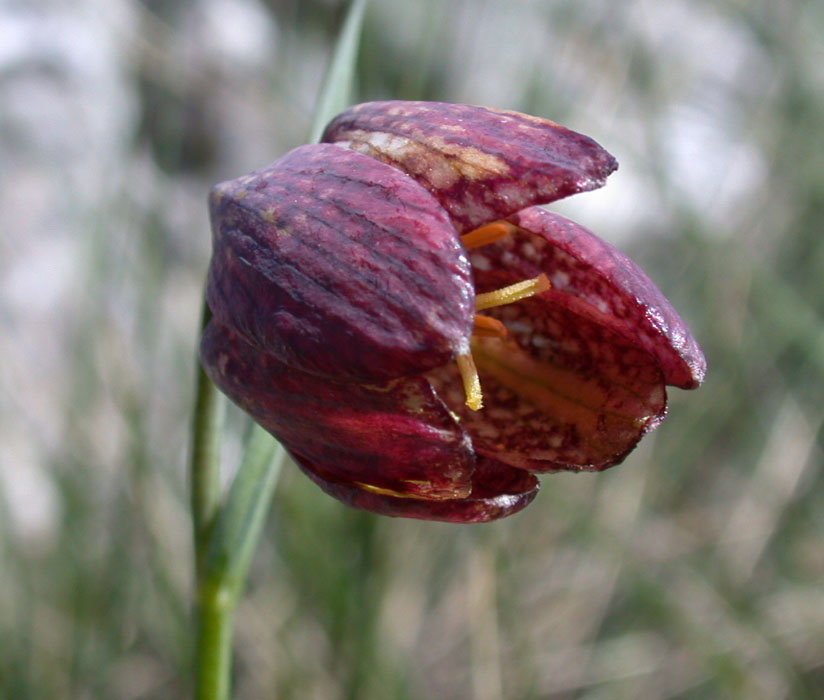
Fritillaria orientalis
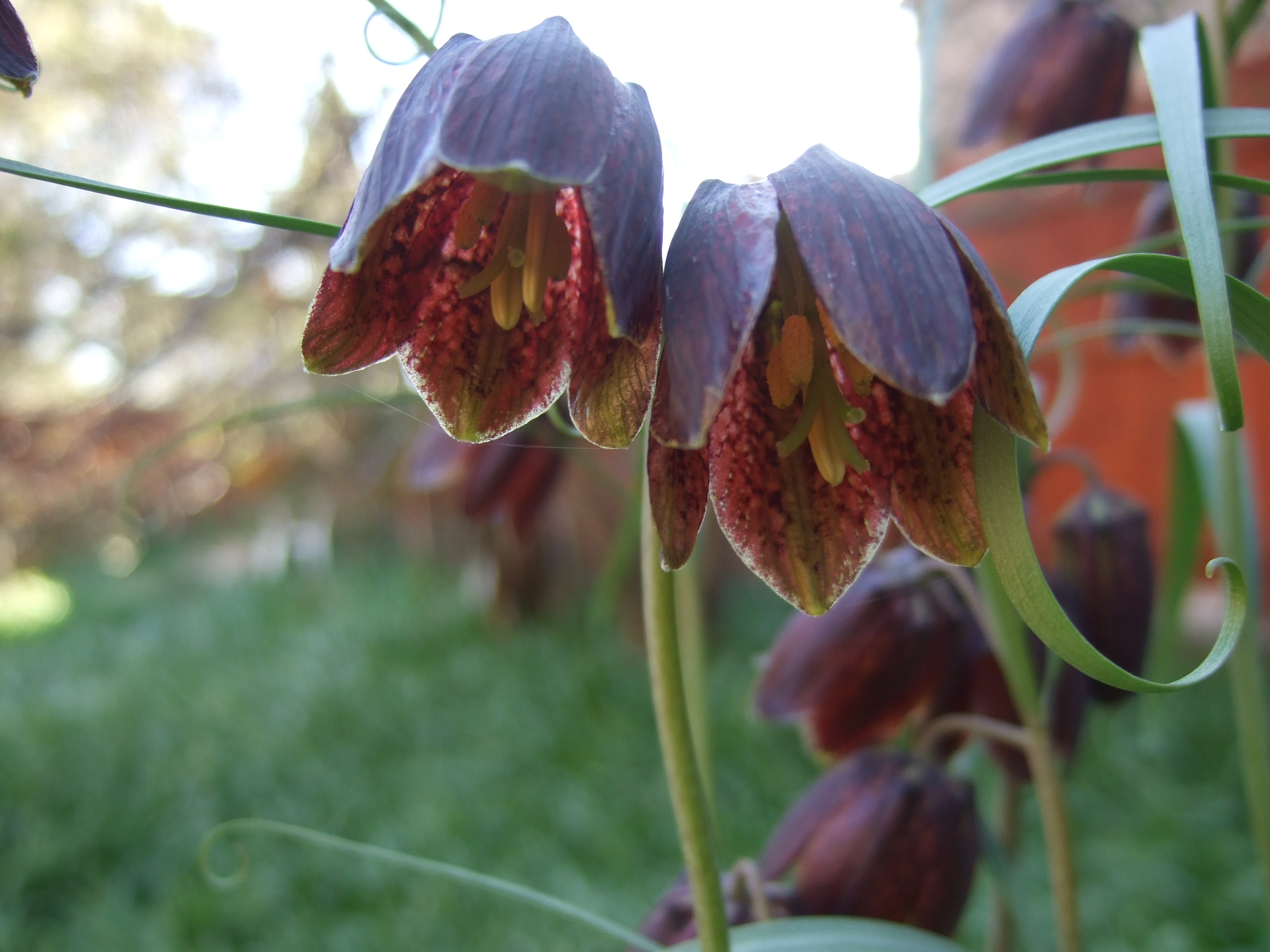
Fritillaria ruthenica
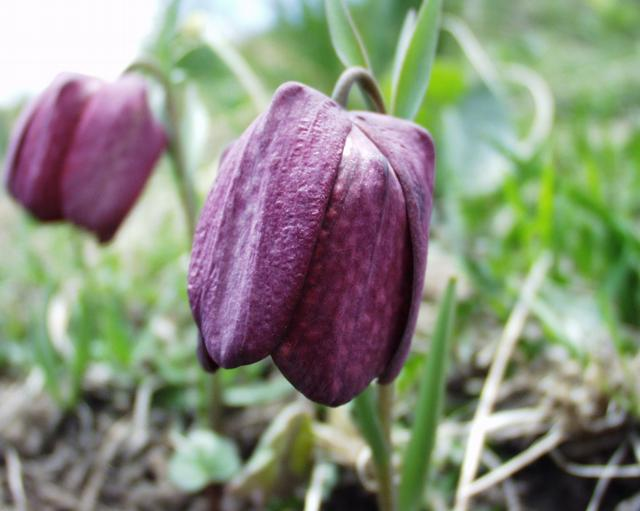
Fritillaria tubiformis

#### Flore asiatique

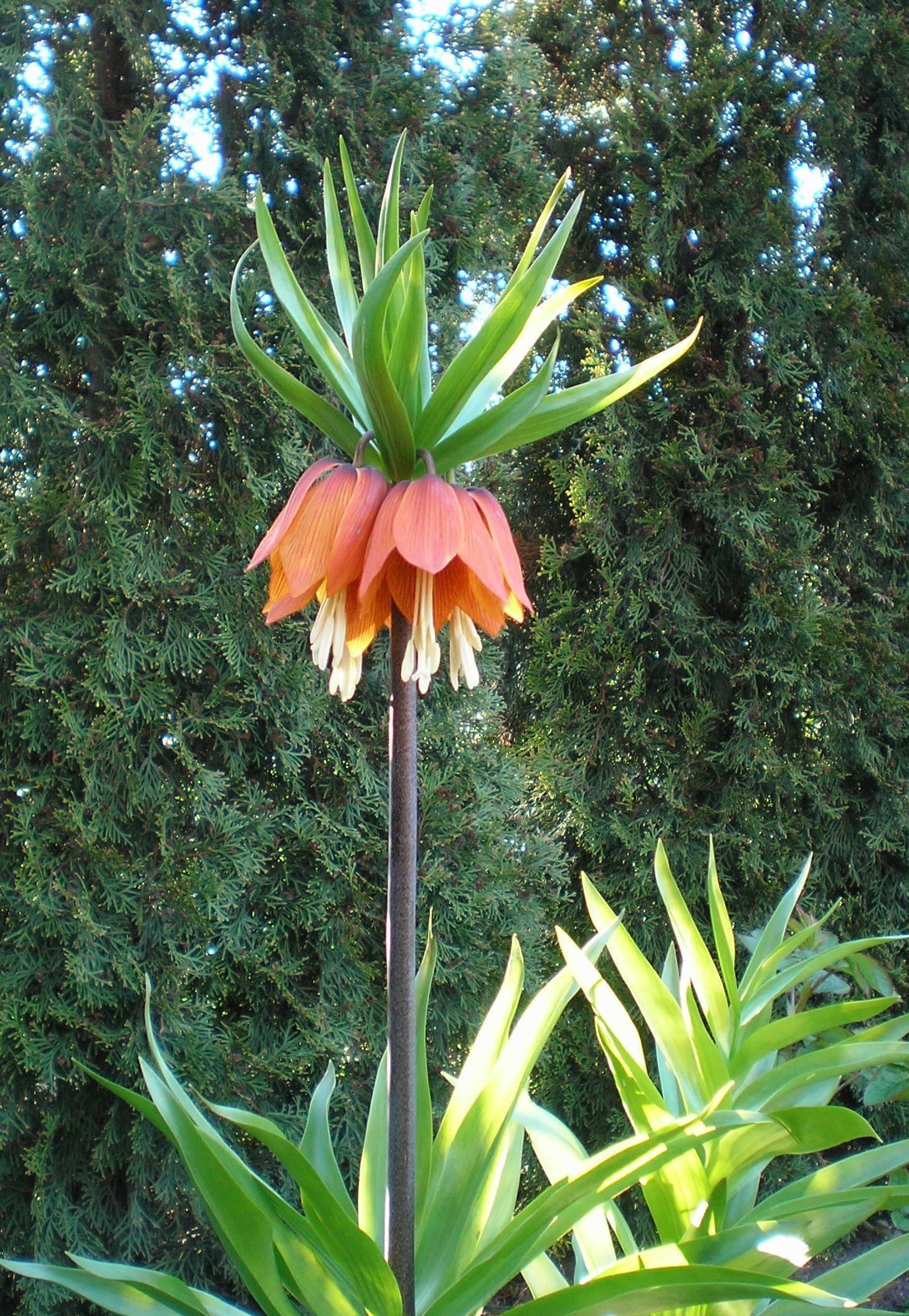
Fritillaria imperialis

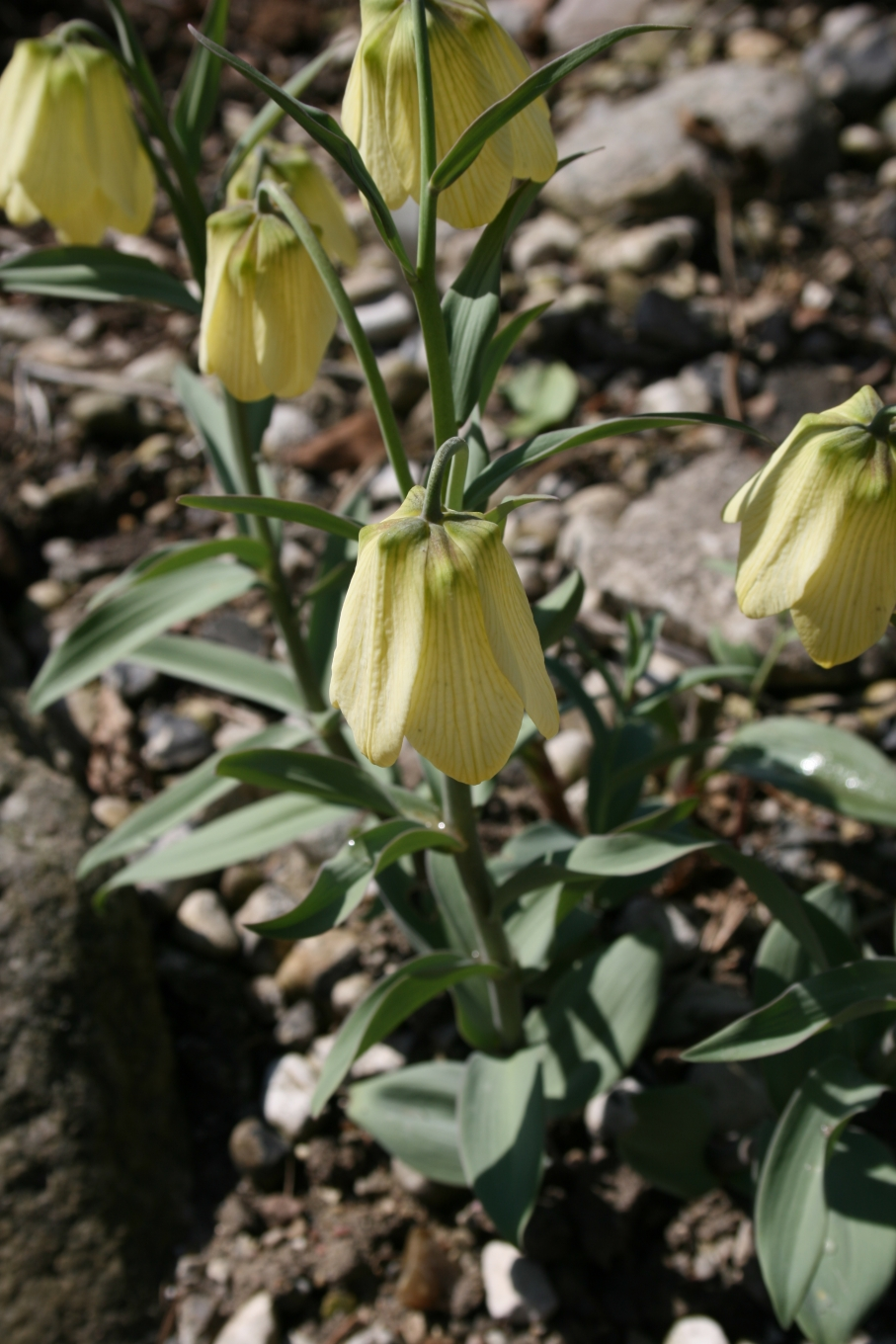
Fritillaria pallidiflora

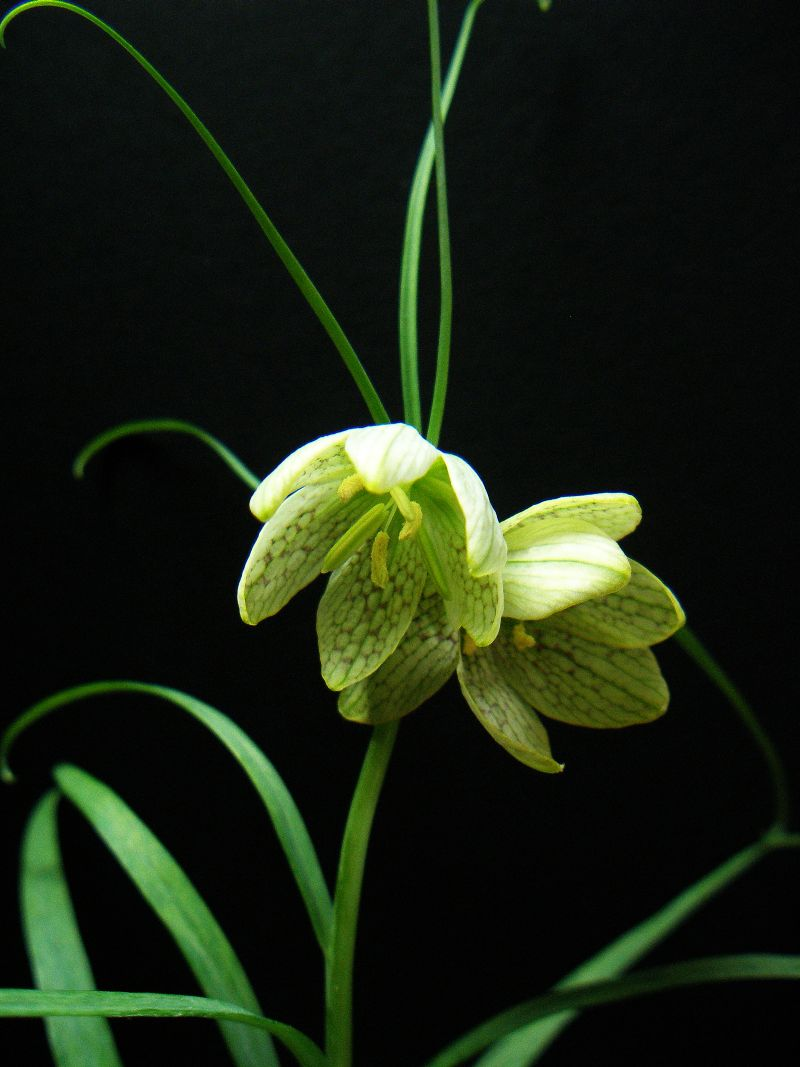
Fritillaria thunbergii

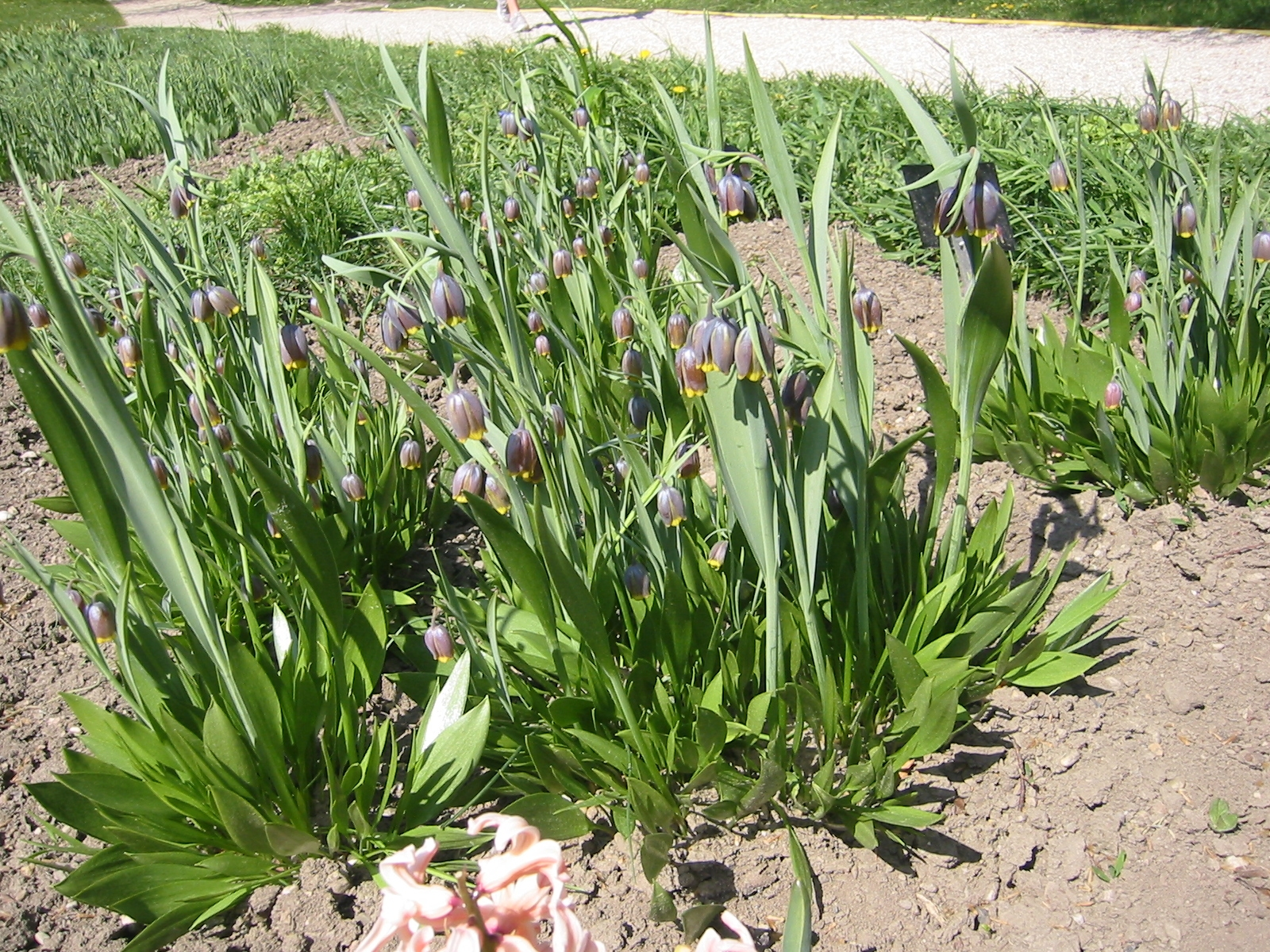
Fritillaria uva-vulpis

- Fritillaria acmopetala Boiss. - Chypre, Turquie, Liban et Syrie
- Fritillaria alburyana Rix - Turquie
- Fritillaria alfredae Post - Asie Mineure
- Fritillaria anhuiensis S.C.Chen & S.F.Yin - Chine
- Fritillaria ariana (A.Los. & Vved.) Rix - Asie centrale
- Fritillaria armena Boiss. - Turquie
- Fritillaria aurea Schott - Turquie
- Fritillaria assyriaca Baker - Asie Mineure
- Fritillaria bithynica Baker - Turquie et îles grecques adjacentes
- Fritillaria bucharica Regel - Afghanistan et Asie centrale
- Fritillaria carica Rix - Turquie et îles grecques adjacentes
- Fritillaria caucasica Adams - Caucase et régions voisines
- Fritillaria chitralensis Wall. - Nord du Pakistan
- Fritillaria chlorantha Hausskn. & Bornm. - Iran
- Fritillaria cirrhosa D.Don. - Himalaya et Chine
- Fritillaria crassifolia Boiss. & Huet - Asie Mineure
- Fritillaria crassicaulis S.C.Chen - Chine
- Fritillaria dagana Turcz. ex Trautv. - Sibérie
- Fritillaria dajinensis S.C.Chen - Chine
- Fritillaria davidii Franch. - Chine
- Fritillaria delavayi Franch. - Himalaya et Chine
- Fritillaria dzhabavae A.P.Khokhr. - Caucase
- Fritillaria eduardii Regel - Asie centrale
- Fritillaria elwesii Boiss. - Turquie
- Fritillaria fleischeriana Steud. & Hochst. - Turquie et Iran
- Fritillaria forbesii Baker - Turquie
- Fritillaria fusca Turrill - Chine
- Fritillaria gibbosa Boiss. - Asie Mineure
- Fritillaria grandiflora Grossh. - Caucase
- Fritillaria hermonis Fenzl - Liban
- Fritillaria imperialis L., Fritillaire impériale - de la Turquie au Cachemire
- Fritillaria japonica Miquel - Japon
- Fritillaria karelinii (Fischer) Baker - Asie centrale
- Fritillaria kittaniae Sorger - Turquie
- Fritillaria kotschyana Herb. - Iran
- Fritillaria kurdica Boiss. & Noë - Asie Mineure
- Fritillaria latakiensis Rix - Asie Mineure
- Fritillaria latifolia Willd. - Caucase et Turquie
- Fritillaria lutea Mill. - Turquie
- Fritillaria maximowiczii Freyn - Sibérie et Chine
- Fritillaria michailovskyi Fomin - Turquie
- Fritillaria minima Rix - Turquie
- Fritillaria minuta Boiss. & Noë - Turquie
- Fritillaria monantha Migo - Chine
- Fritillaria olgae Vved. - Asie Mineure
- Fritillaria olivieri Baker - Iran
- Fritillaria omeiensis S.C. Chen - Chine
- Fritillaria pallidiflora Schrenk - Asie centrale
- Fritillaria persica L., Fritillaire de Perse - Chypre, Turquie, Iran et Syrie
- Fritillaria pinardii Boiss. - Turquie
- Fritillaria przewalskii Maxim. - Chine
- Fritillaria raddeana Regel - Asie Mineure et centrale
- Fritillaria rhodia A.Hansen - Rhodes et Turquie
- Fritillaria regelii Losinsk. - Afghanistan
- Fritillaria reuteri Boiss. - Iran
- Fritillaria roylei Hook. - Himalaya
- Fritillaria sewerzowii Regel - Asie centrale
- Fritillaria sibthorpiana  Baker - Turquie
- Fritillaria sichuanica S.C.Chen (Syn. F. mellea S.Y.Tang et S.C.Yueh) - Chine
- Fritillaria sinica S.C.Chen - Chine
- Fritillaria stenanthera S.C.Chen - Asie centrale
- Fritillaria strausii S.C.Chen - Turquie et Iran
- Fritillaria taipaiensis P.Y.Li - Chine
- Fritillaria thunbergii Miq. (Syn. F. verticillata Willd.) - Asie centrale
- Fritillaria tortifolia X.Z.Duan & X.J.Zheng - Chine
- Fritillaria unibracteata P.K.Hsiao & K.C.Hsia - Chine
- Fritillaria uva-vulpis Rix - Asie Mineure
- Fritillaria ussuriensis Maxim. - Asie orientale
- Fritillaria walujewii Regel - Asie centrale
- Fritillaria whittallii Baker - Turquie
- Fritillaria yuminensis X.Z.Duan - Chine
- Fritillaria yuzhongensis G.D.Yu & Y.S.Zhou - Chine
- Fritillaria zagrica Stapf - Iran

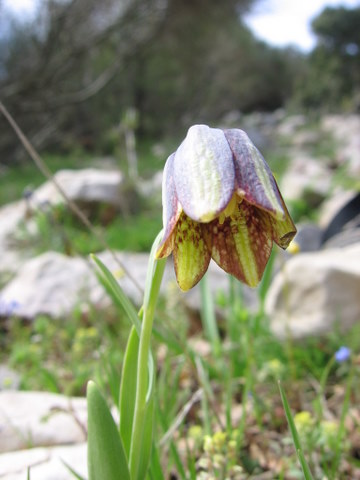
Fritillaria crassifolia
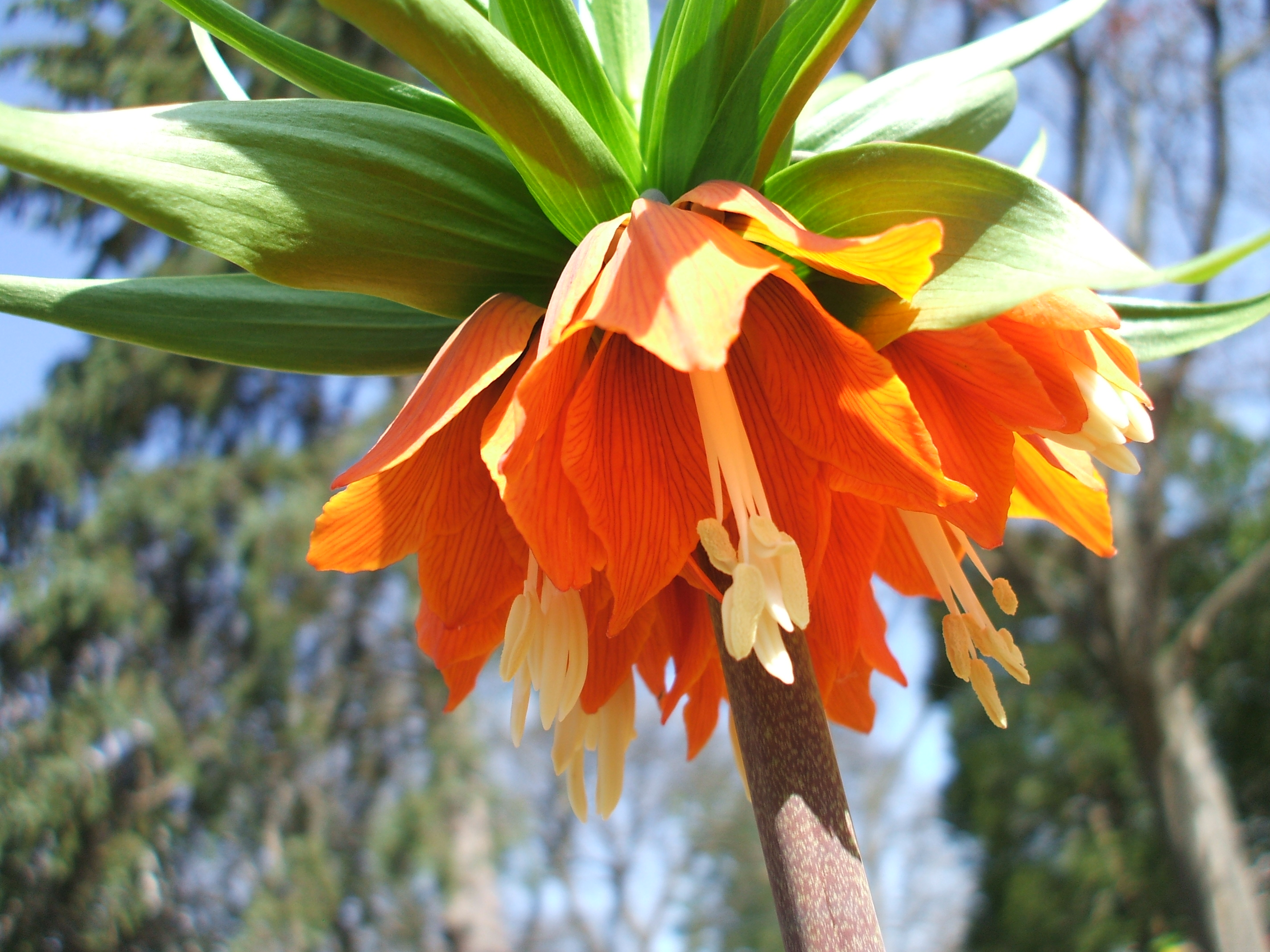
Fritillaria imperialis
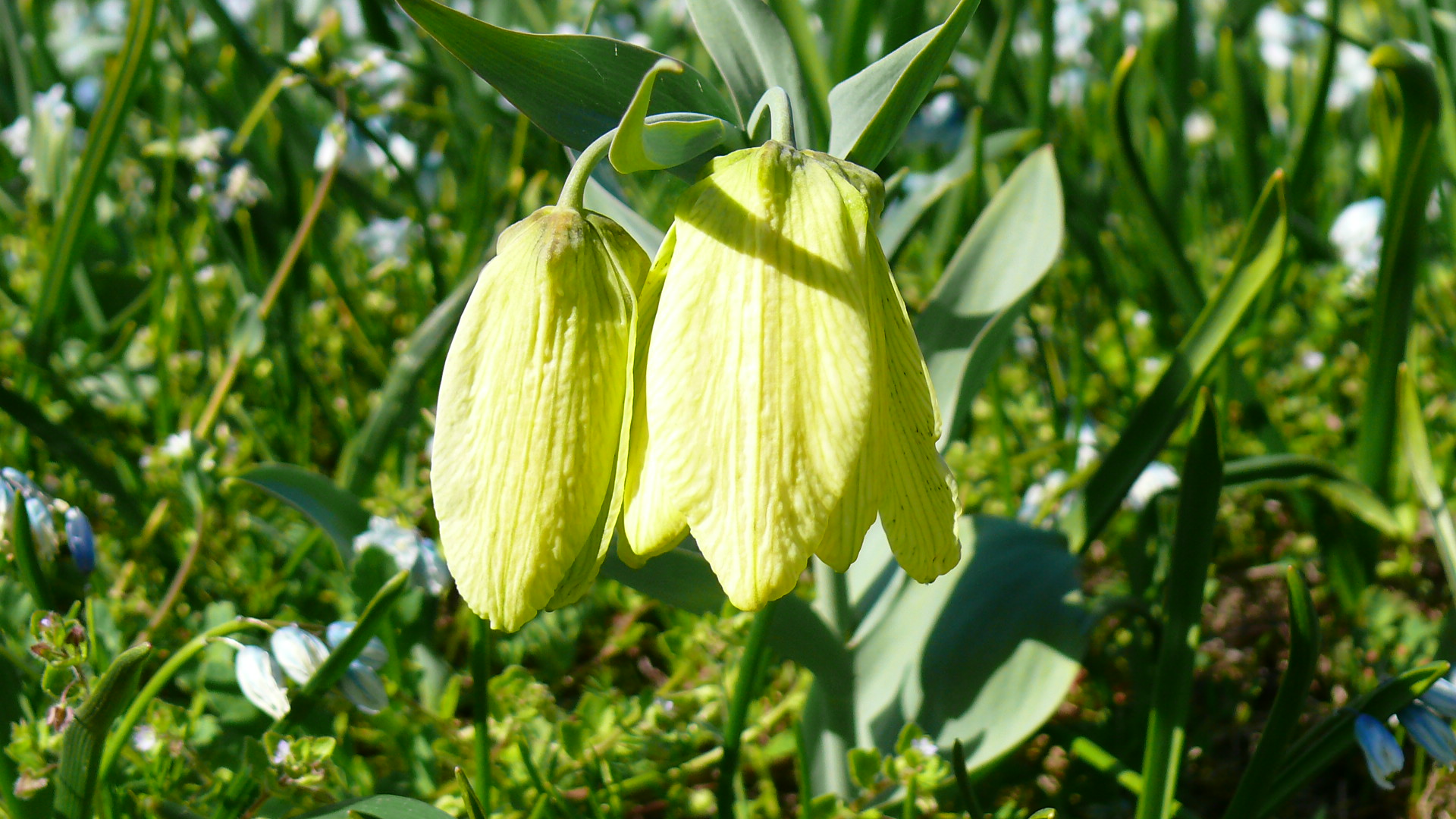
Fritillaria pallidiflora
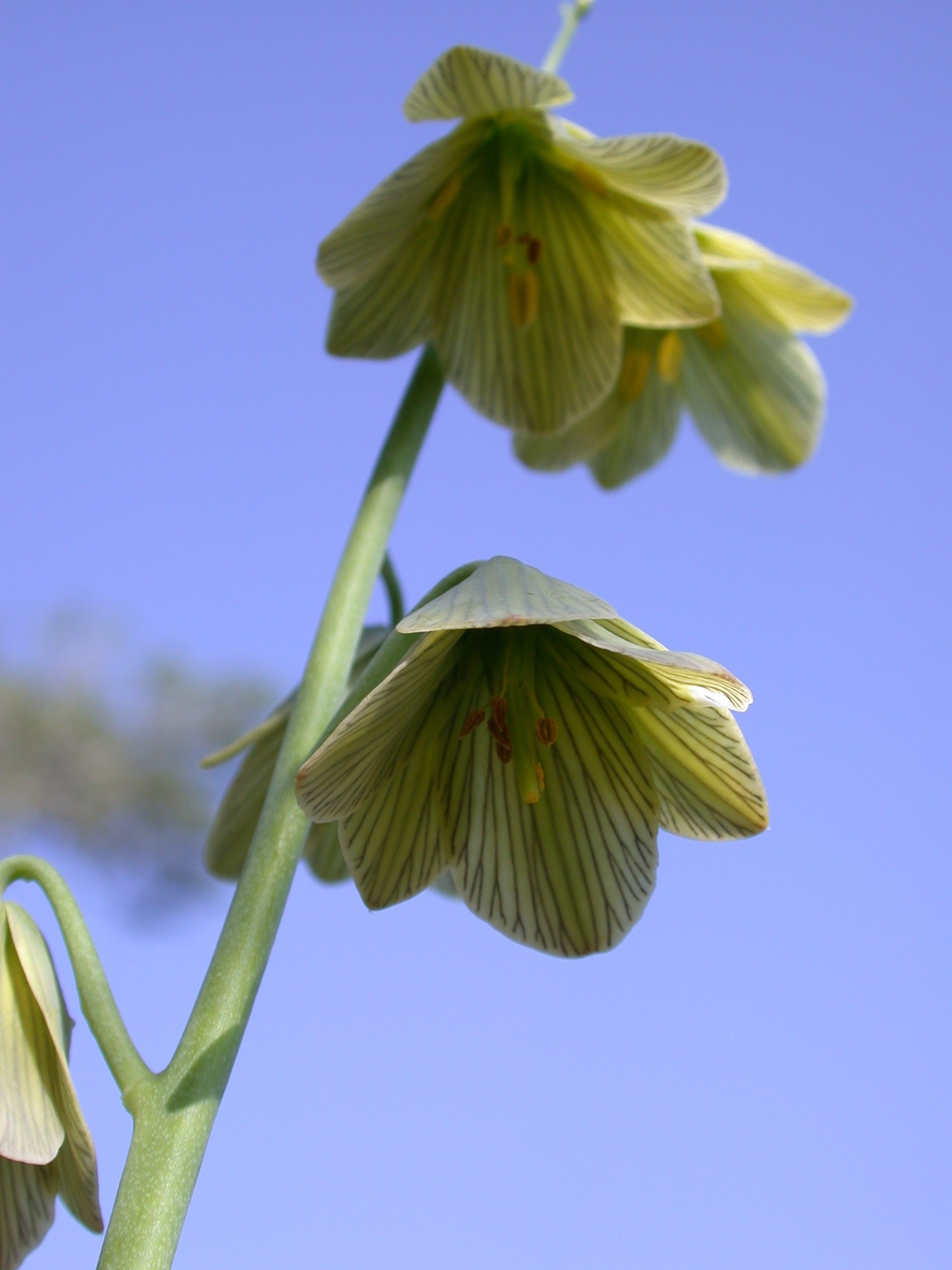
Exemplaire albinos de Fritillaria persica
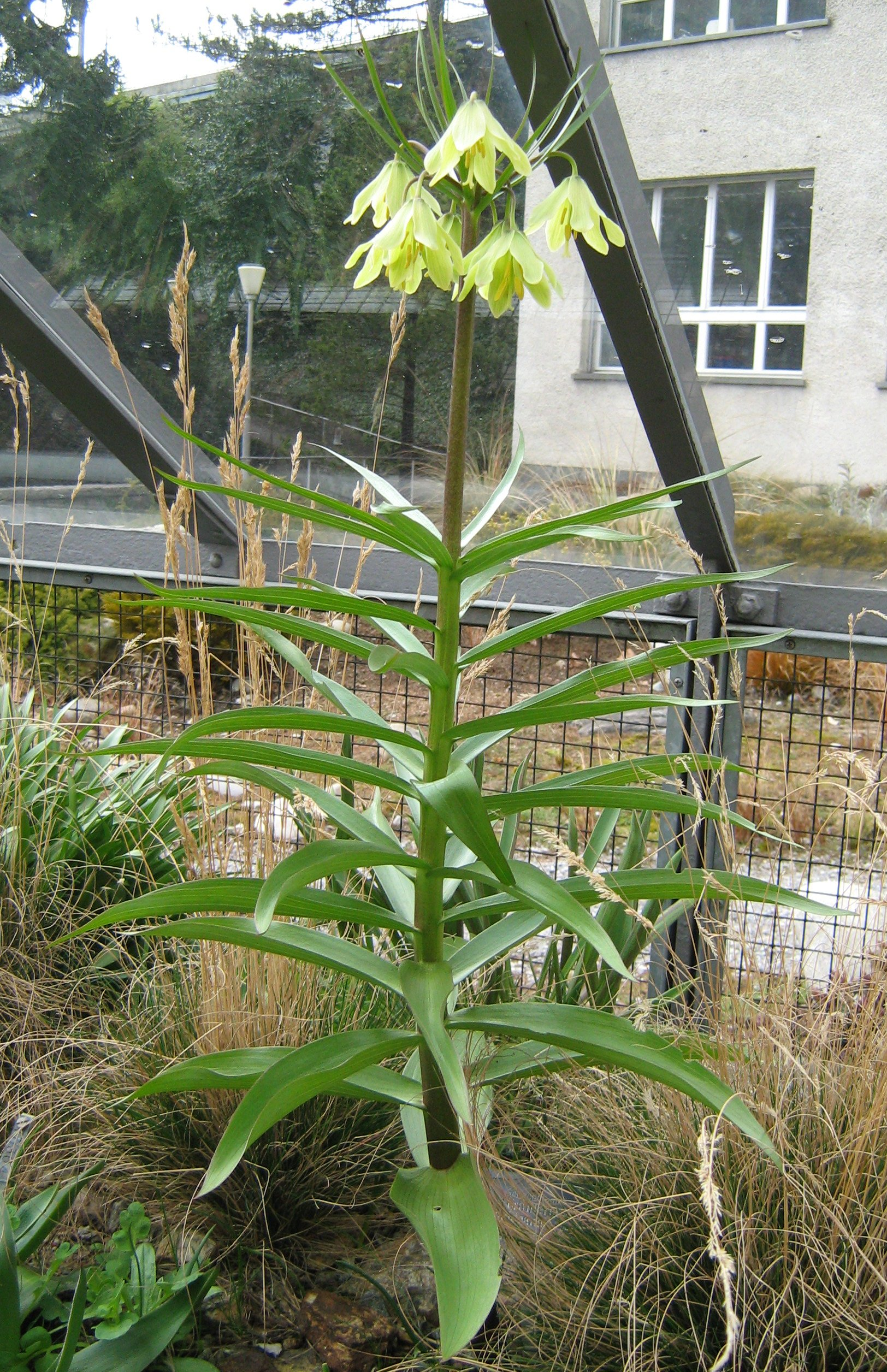
Fritillaria raddeana
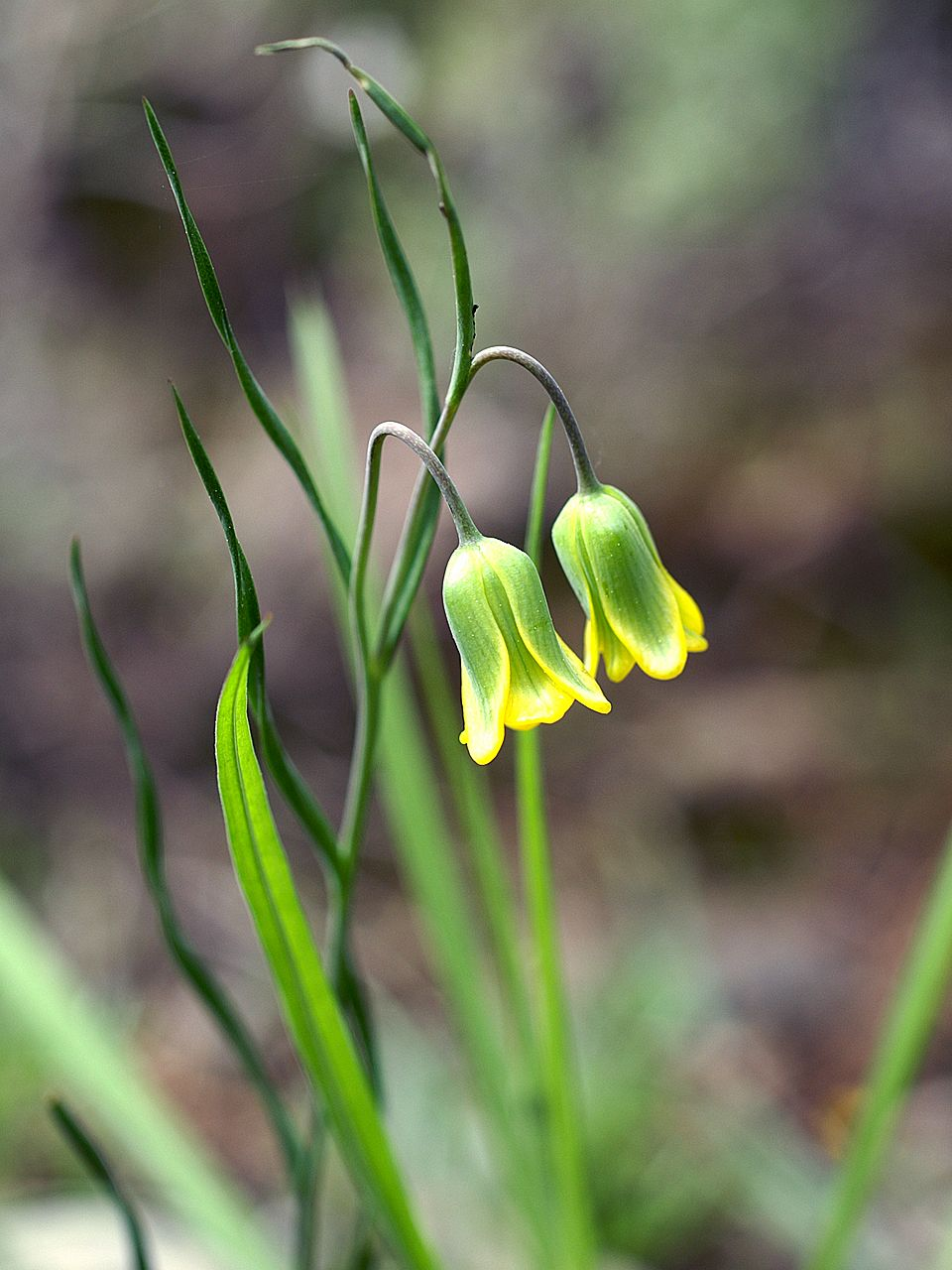
Fritillaria rhodia
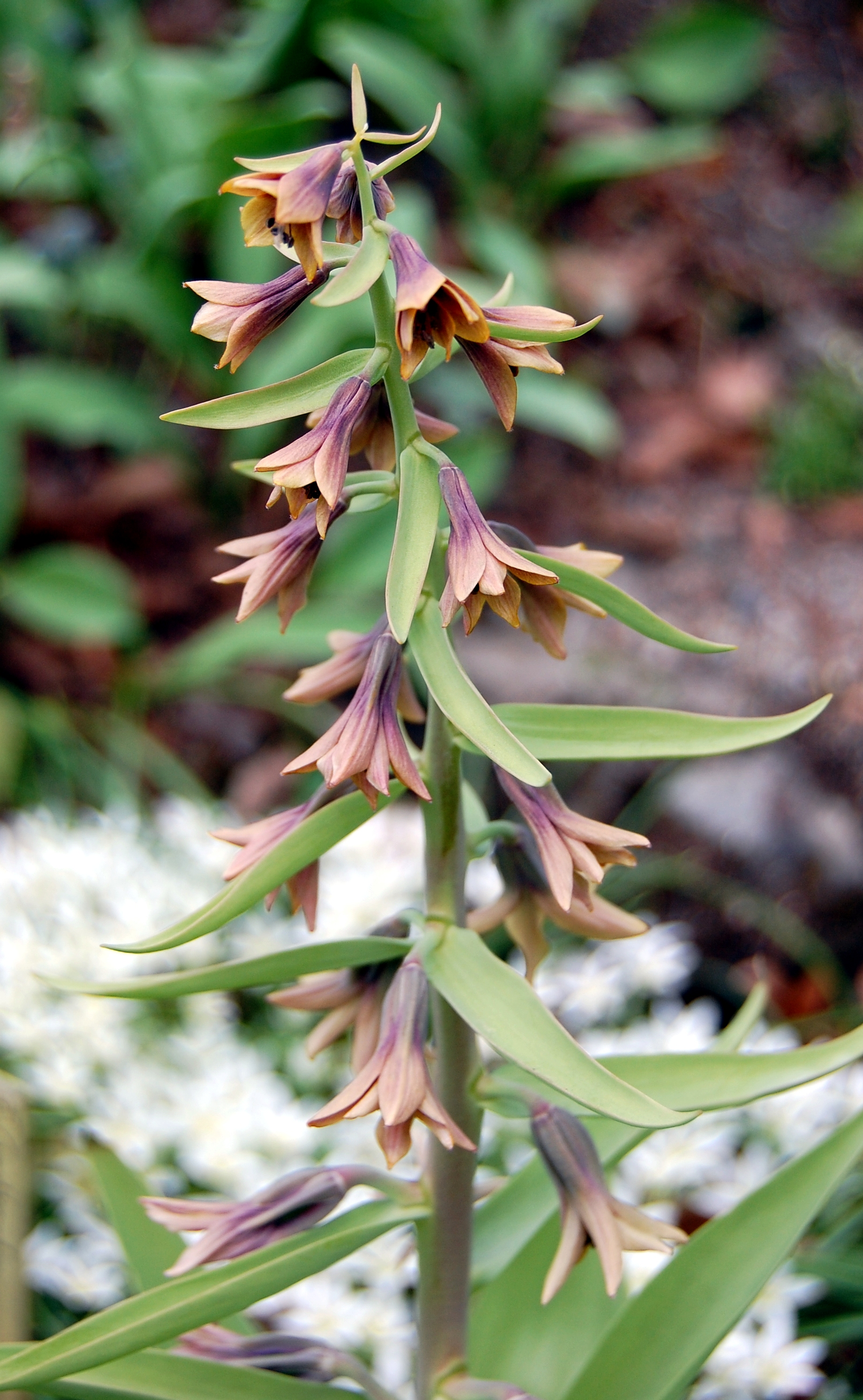
Fritillaria sewerzowii
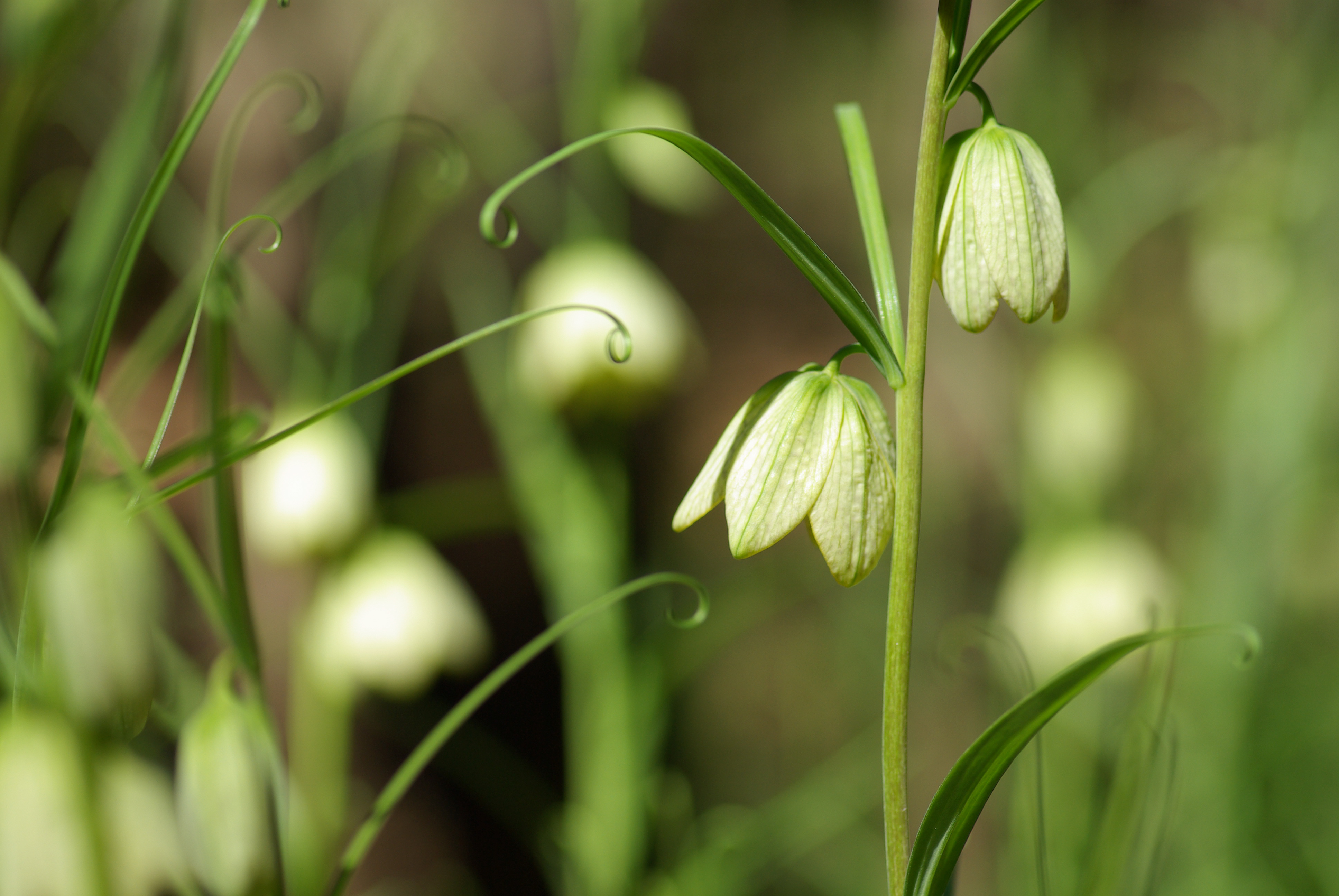
Fritillaria thunbergii
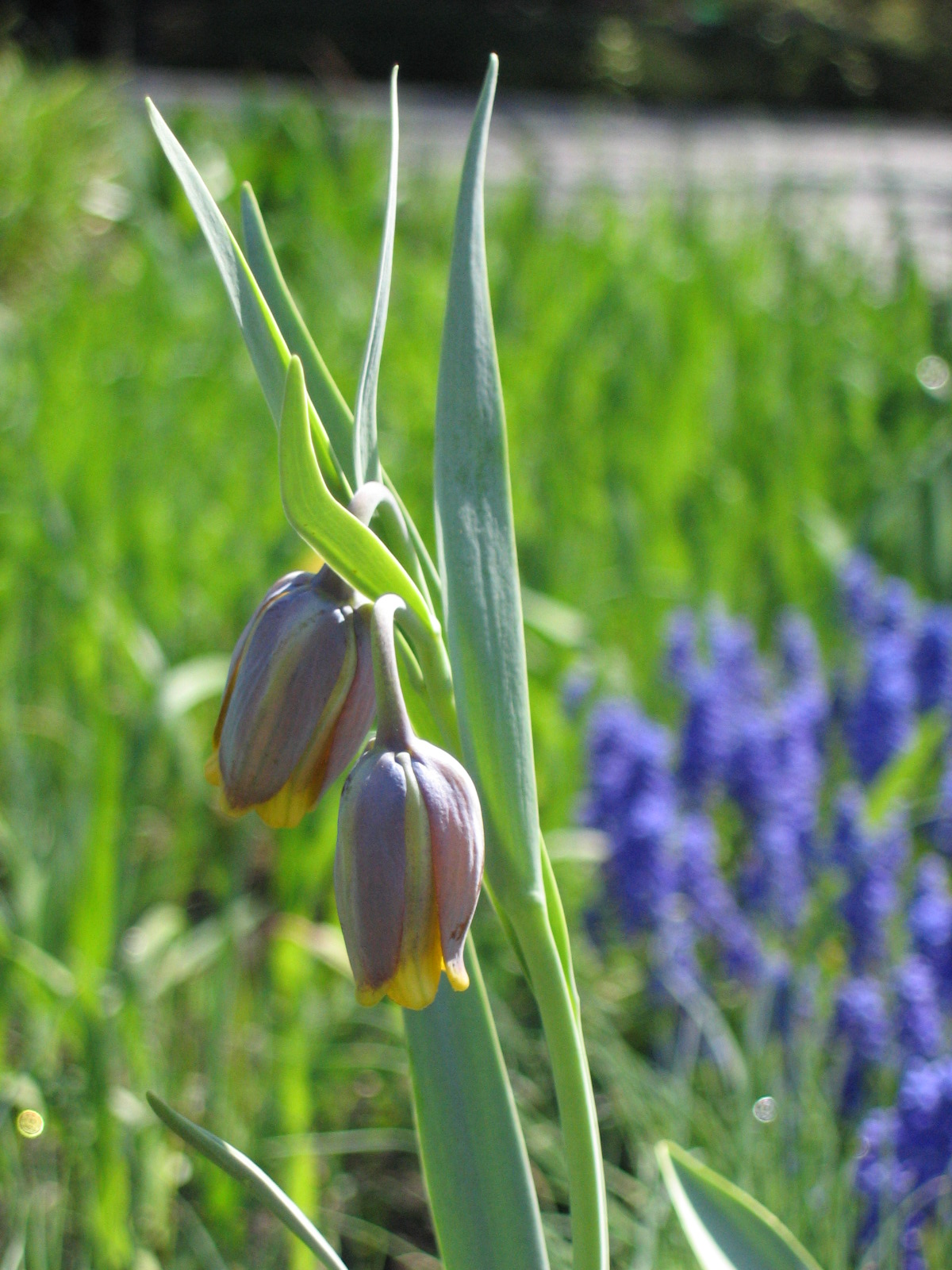
Fritillaria uva-vulpis

#### Flore ouest-américaine

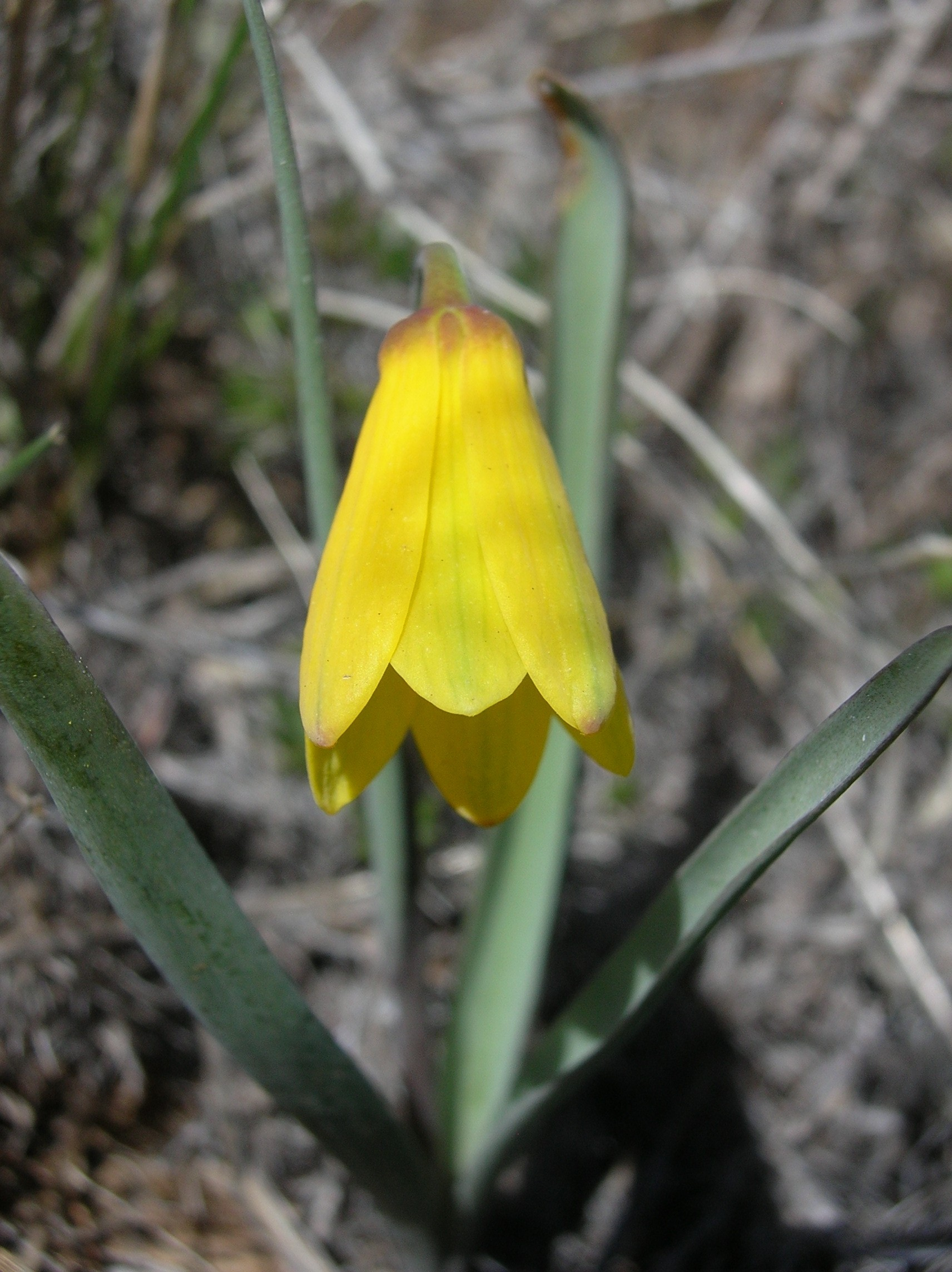
Fritillaria pudica

- Fritillaria affinis Pursh - du Sud-ouest du Canada au Nord de la Californie
- Fritillaria agrestis Greene - Californie
- Fritillaria atropurpurea Nuttall - Ouest des États-Unis
- Fritillaria biflora Lindl. - Californie
- Fritillaria brandegeei Eastw. - Californie
- Fritillaria camtschatcensis (L.) Ker Gawl. - du Nord du Japon à l'État de Washington
- Fritillaria falcata Beetle - Californie
- Fritillaria gentneri Gilkey (Syn. F. recurva subsp. gentneri) - Sud de l'Orégon
- Fritillaria glauca Greene - Orégon et Californie
- Fritillaria grayana Rchb. fil. & Baker - hybride naturel F. biflora × F. purdyi
- Fritillaria liliacea Lindl. - Californie
- Fritillaria micrantha Heller - Californie
- Fritillaria ojaiensis Davidson – Californie
- Fritillaria phaeanthera Eastw. (Syn. F. eastwoodiae Macfarlane) - hybride naturel F. micrantha × F. recurva
- Fritillaria pinetorum Davidson – Californie
- Fritillaria pluriflora Baker - Californie
- Fritillaria pudica Spreng. - Ouest du Canada et des États-Unis
- Fritillaria purdyi Eastw. - Californie
- Fritillaria recurva Benth. - Orégon et Californie
- Fritillaria striata Eastw. - Californie
- Fritillaria viridia Kellog - Californie

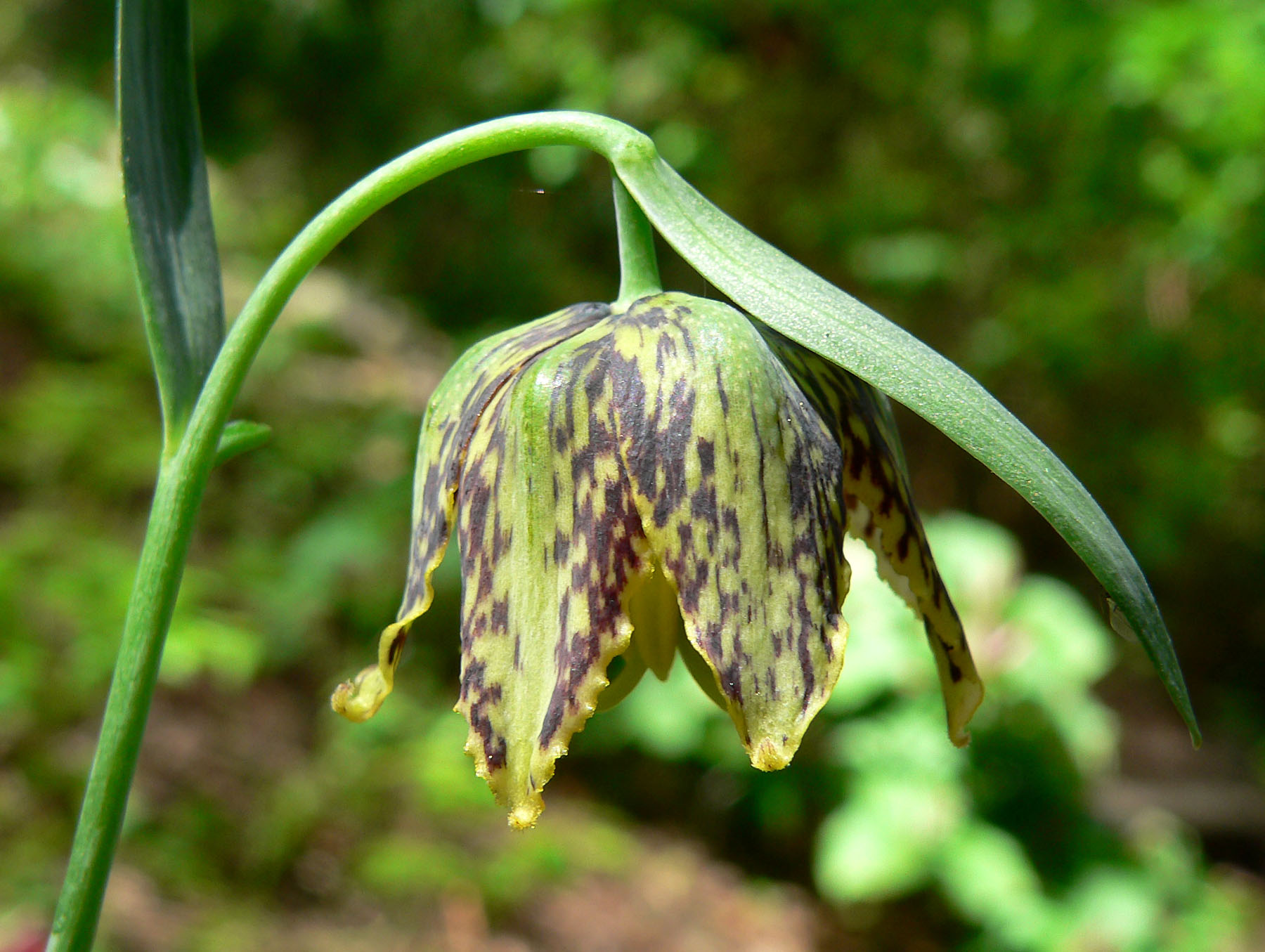
Fritillaria affinis
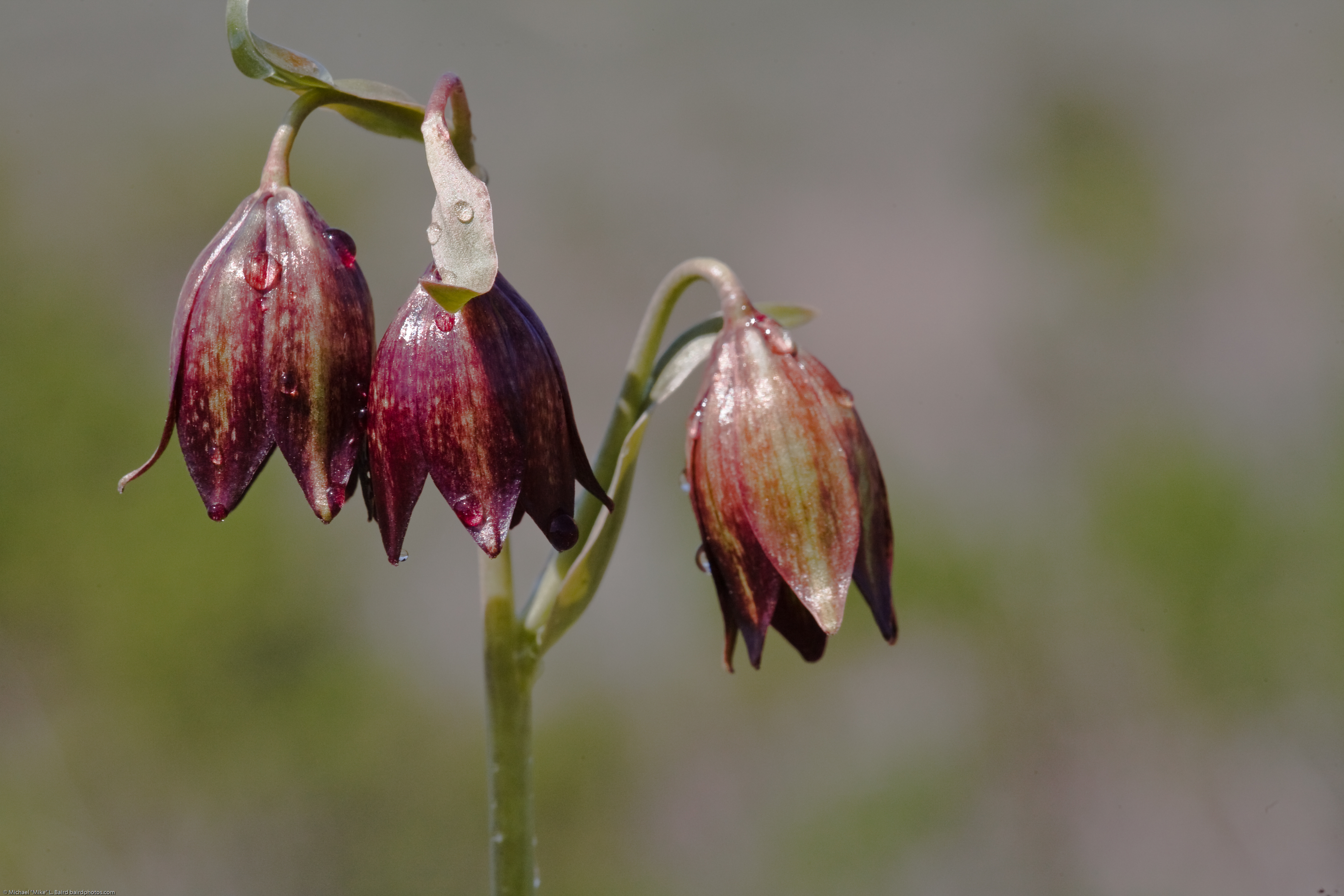
Fritillaria biflora
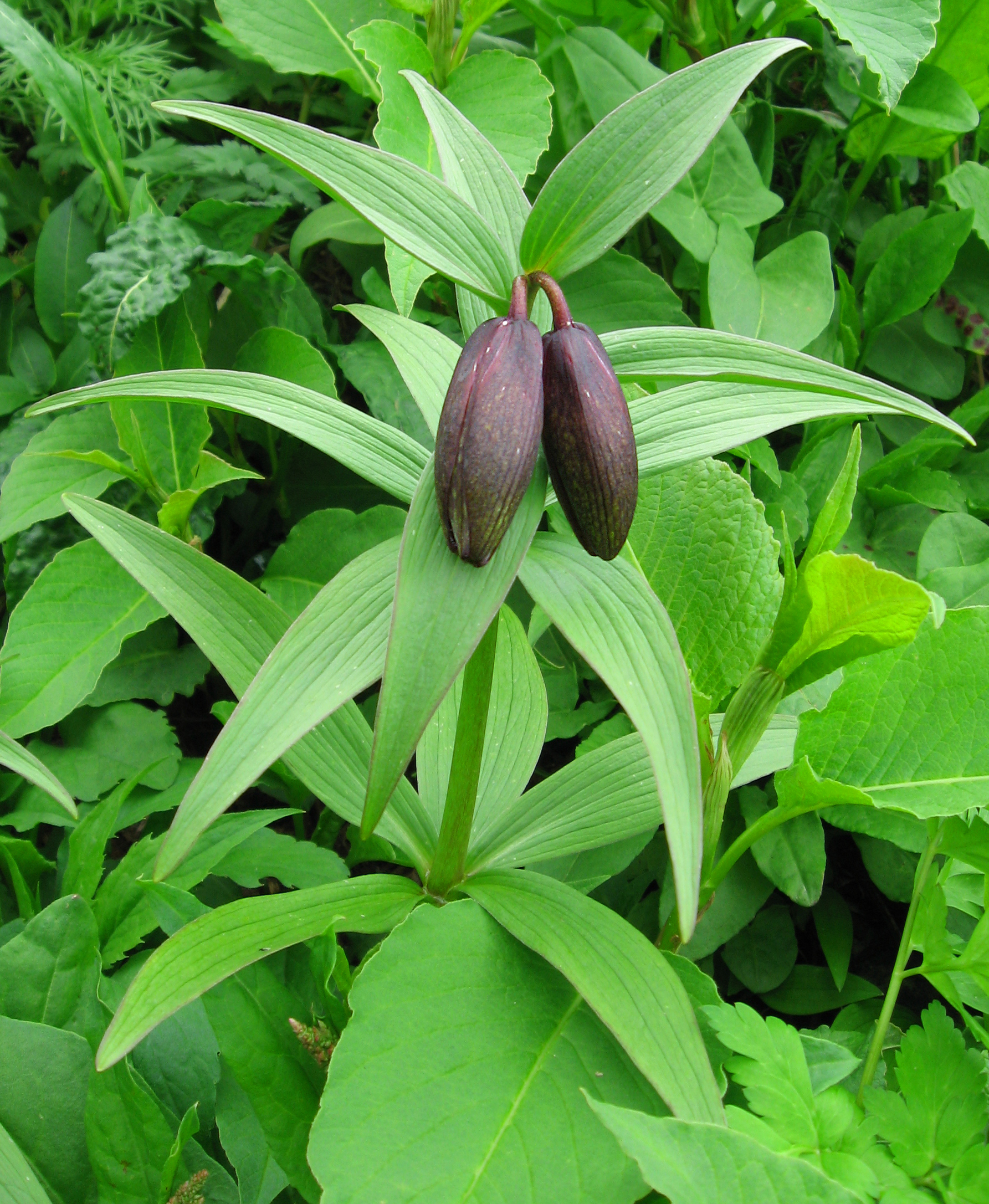
Fritillaria camschatcensis
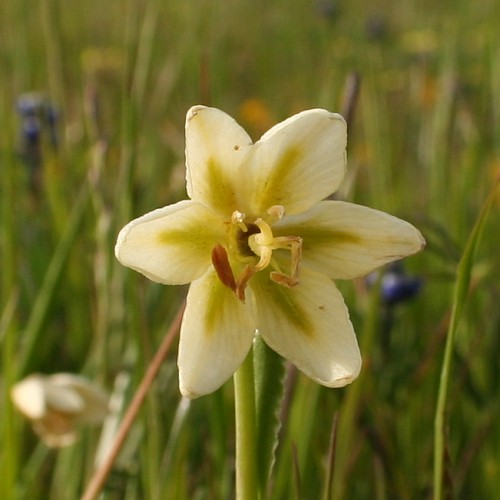
Fritillaria liliacea
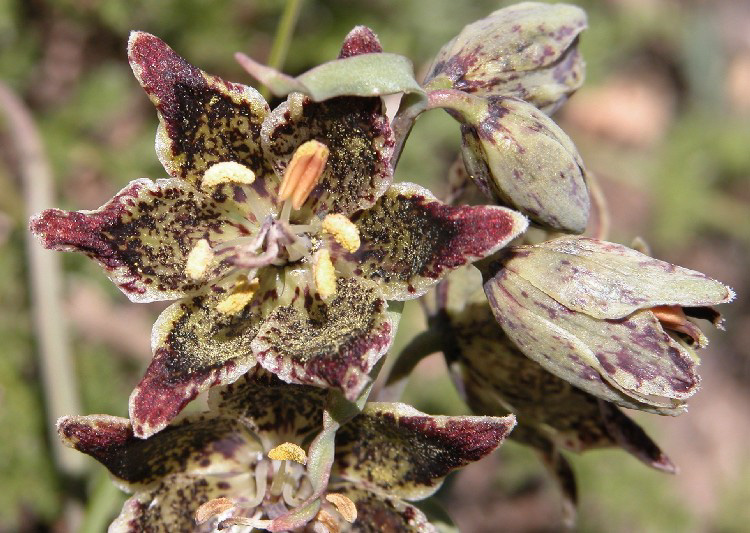
Fritillaria pinetorum

## Culture
Étant donné que les bulbes de nombreuses espèces dessèchent rapidement, ils doivent être plantés aussi tôt que possible après arrachement.
De nombreuses espèces endémiques ont une répartition restreinte et il ne faut dès lors pas les prélever dans la nature. Ces espèces ne doivent être cultivées qu'à partir de matériel provenant de producteurs fiables.
Quelques espèces sont faciles à cultiver en bonne terre de jardin et sont régulièrement présentés par des producteurs spécialisés, notamment Fritillaria meleagris, Fritillaria imperialis, Fritillaria michailovskyi, Fritillaria pallidiflora, Fritillaria nigra et Fritillaria uva-vulpis. Les fritillaires requièrent de l'humidité aussi longtemps que les feuilles sont présentes (printemps et début de l'été) et une sécheresse relative durant leur période de repos. Un excès d'humidité en hiver favorise le pourrissement des bulbes. Il est ainsi conseillé de les planter au pied d'arbustes.
La plupart des autres espèces requièrent des conditions qui miment leurs stations naturelles, à savoir une rocaille ou emplacement surélevé et bien drainé, voire une culture en serre alpine. La majorité des espèces américaines sont difficiles à cultiver.
Tout comme les lis auxquels elles sont apparentées, les fritillaires peuvent être attaquées par le criocère du lis (Lilioceris lilii).

## Symbolique

### Calendrier républicain
La fritillaire voit son nom attribué au 22e jour du mois de floréal dans ledit calendrier, généralement chaque 11 mai de glace du calendrier grégorien.